# Melville (Saskatchewan)
Melville – miasto w prowincji Saskatchewan w Kanadzie. 
W mieście urodzili się hokeiści Sid Abel, Todd McLellan, Shaun Heshka.